# Psilochorus russelli
Psilochorus russelli is een spinnensoort uit de familie trilspinnen (Pholcidae). De soort komt voor in Mexico.